# Amelora belophora
Amelora belophora är en fjärilsart som beskrevs av Turner 1919. Amelora belophora ingår i släktet Amelora och familjen mätare. Inga underarter finns listade i Catalogue of Life.